# Hippelates turneri
Hippelates turneri är en tvåvingeart som beskrevs av Kumm 1936. Hippelates turneri ingår i släktet Hippelates och familjen fritflugor. Inga underarter finns listade i Catalogue of Life.